# Genting Group
Genting Berhad ist ein malaysisches Unternehmen mit Sitz in Kuala Lumpur. Sie ist Hauptaktionär von Genting Hong Kong, die an der Börse von Hongkong notiert ist.

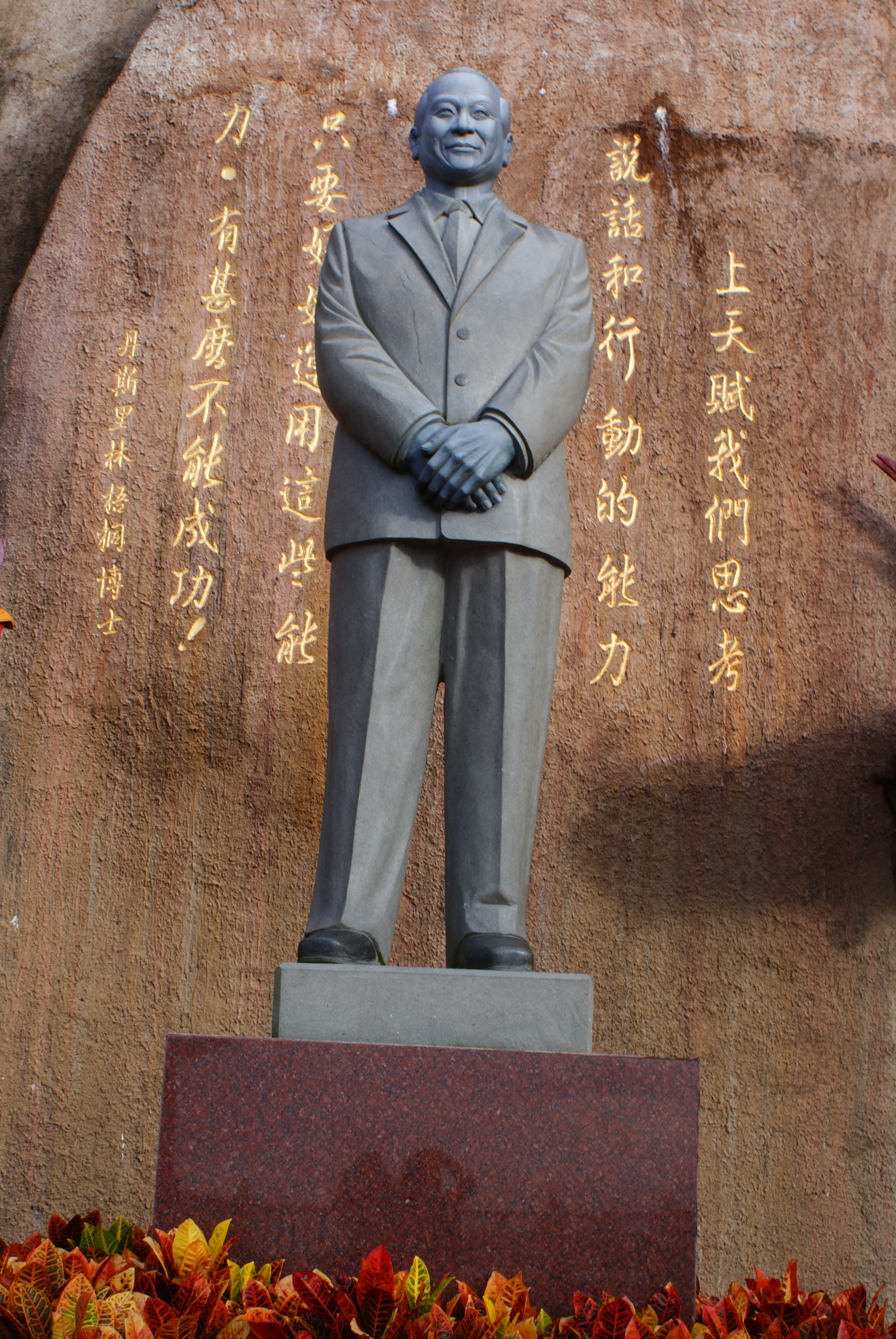
Statue von Lim Goh Tong

Das Unternehmen wurde 1965 von Lim Goh Tong gegründet. Er errichtete in den Genting Highlands in Malaysia den Ferienort World Genting mit Hotelanlagen und einem Freizeitpark. Sein Sohn Tan Sri Lim Kok Thay folgte ihm in der Unternehmensleitung. Das Unternehmen ist Mutterkonzern verschiedener Tochterunternehmen, die in den Bereichen Tourismus, Glücksspiel, Energie, Schiffbau und Plantagenwirtschaft tätig sind.
Die Börse Hong Kong teilte am 19. Januar 2022 mit, dass Genting Hong Kong bei einem Gericht auf Bermuda einen Insolvenzantrag gestellt habe. Zuvor hatten bereits die MV Werften und die Lloyd Werft Bremerhaven in Deutschland Insolvenz angemeldet.

## Tochterunternehmen (Auswahl)
- Star Cruises, Kreuzfahrtunternehmen[5]
- Resorts World Manila, Philippinen
- Maxims Casinos, Mint Casinos und Circus Casinos, Vereinigtes Königreich
- MV Werften, Deutschland[6]